# الوجبة الأخيرة
الوجبة الأخيرة هي الوجبة التي تطلب خصيصا للمحكوم عليهم بالإعدام قبل إعدامهم مباشرة. عادة يختار المحكومون الوجبة بانفسهم ضمن ضوابط محددة (في فلوريدا، يجب ان لا تكلف الوجبة أكثر من اربعين دولارا وان تكون مصنوعة في مكان قريب. في أوكلاهوما، يجب ان لا تكلف الوجبة أكثر من خمسة عشر دولارا).